# 254e régiment de fusiliers motorisés de la Garde
Pour les articles homonymes, voir 254e régiment.
Le 254e régiment de fusiliers motorisés (en russe : 254-й гвардейский мотострелковый полк, abrégé 254 гв. мсп), de son nom complet le 254e régiment de fusiliers motorisés nommé d'après Alexandre Matrossov (en russe : 254-й гвардейский мотострелковый полк имени Александра Матросова), est une unité de fusiliers motorisés de l'armée de terre russe (no d'unité 91704).
Le régiment fait partie de la 144e division de fusiliers motorisés de la Garde de la 20e armée combinée de la Garde du district militaire ouest, basée dans le village de Zaïmishche, dans l'oblast de Briansk.

## Histoire
Le 254e régiment de fusiliers de la Garde est formé au sein de la 56e division de fusiliers de la Garde (en), sur la base de la directive n° ORG/2/133681 du Commissariat du peuple à la défense de l'Union soviétique en date du 19 avril 1943. La formation du régiment a lieu du 6 au 13 mai 1943, près de la ville de Gjatsk, héritant de l'histoire de la 91e brigade de fusiliers.
Depuis le 8 septembre 1943, le régiment porte le nom du héros de l'Union soviétique Alexandre Matrossov, qui le 23 février 1943 s'est sacrifié en obstruant avec son corps l'embrasure d'un bunker allemand dominant le champ de bataille.
Pendant la guerre entre le 15 mai 1943 et le 9 mai 1945, le 254e régiment fait partie de la 56e division de fusiliers de la Garde.
En 1946, une réorganisation des effectifs provoque la dissolution de la 56e division et de ses unités, excepté le 254e régiment, qui rejoint la 65e division de fusiliers de la Garde (en), remplaçant le 257e régiment de fusiliers de la Garde dissous.
En 1947, date de la dissolution de la 65e division, le régiment est transféré dans la 36e division mécanisée de la Garde.
Le 25 juin 1957, le 254e régiment mécanisé de la Garde est rebaptisé 254e régiment de fusiliers motorisés de la Garde (no d'unité 91704) de la 36e division (depuis le 23 mai 1960 — 8e division de fusiliers motorisés de la Garde).
Après le départ de la 8e division à Frounze, la 144e division de fusiliers motorisés de la Garde est déployée sur la base du 254e régiment. L'unité militaire no 92953 devient alors l'un des régiments de cette division, avec comme emplacement le quartier Tondi de la ville de Tallinn, RSS d'Estonie.
Au moment de l'effondrement de l'URSS, le régiment est armé de 29 T-72, 131 véhicules blindés de transport de troupes (125 BTR-70, 6 BTR-60), 6 véhicules de combat d'infanterie (4 BMP-2, 2 BRM-1K), 3 1V18, 1 1V19, 2 PRP-4, 6 R-145BM, 2 PU-12, 1 MTU-20 et 12 MT-LBT.
En 1994, le 254e régiment rejoint la ville de Ielnia, dans l'oblast de Smolensk. En 1998, la 144e division est réorganisée en 4944e base de la Garde pour le stockage du matériel militaire, et le 254e régiment est transformé en département militaire, sans conserver le nom honorifique.
Le 23 février 2004, le régiment est recréé à Nijni Novgorod, dans le cadre de la 3e division de fusiliers motorisés, remplaçant le 752e régiment de fusiliers motorisés. Avant la formation du personnel militaire, la bannière de combat du 254e régiment, qui est conservée depuis 1998 au musée central des forces armées de la fédération de Russie, est livrée à l'emplacement de l'unité. Le commandant de la 22e armée combinée de la Garde, le lieutenant-général Alexeï Merkouriev, a remis la bannière de bataille au commandant, le colonel Nikolaï Riznichenko,. En 2009, lors de la réforme des forces armées russes, la 3e division de fusiliers motorisés est transformée en 9e brigade indépendante de fusiliers motorisés, et le 254e régiment est dissous.
En 2008, le régiment dispose d'un effectif de 2 204 soldats et des armes suivantes : 30 T-80, 127 BMP-2, 6 BRM-1K, 3 BTR-80, 5 BTR-70, 31 2S3, 10 BMP-1KSh et 2 PRP-4.
Vers 2018, le régiment est lentement formé dans le village de Zaïmishche, toujours au sein de la 144e division.
Le 1er décembre 2020, dans la ville de Klintsy, a lieu la présentation d'un nouvel échantillon de la bannière de bataille du 254e régiment. Le rituel militaire de présentation est dirigé par le commandant adjoint de la 20e armée combinée de la Garde, le colonel Igor Soldatov.

## Commandants
- Lieutenant-colonel Evgueni G. Roshchoupkine (? - † 3 mars 1944)
- Lieutenant-colonel Alexandre M. Avdeïev (1945)
- Alexandre S. Belov (mai 1946 - février 1949)
- Nikolaï V. Riznitchenko (2004 - 2007)
- Colonel Victor S. Choubara (2007 - 2009)
- Colonel I. A. Danchine (depuis 2020)[17]